# 广州金盾网
广州金盾网是广州市公安局的官方网站，简称“金盾网”，建立于2000年7月，是中国首个具有警务办事结果公开功能的公安国际互联网站。该网站亦是中华人民共和国公安系统中最早实现“网上办证”功能的网站。目前金盾网主要提供交通、治安、出入境等方面的服务。除了信息公开、警员招募、在线投诉等功能外，该站还拥有在线辟谣等电子警务职能。网站上方标有“羊城平安”的红印。